# 奧村政信
奧村政信（日语：奥村政信，1686年—1764年3月13日），名源八，號芳月堂、丹鳥齋、文角，是浮世繪前期的浮世繪畫家，兼有版元（版元）身分。奧村政信自稱「浮繪根元」，而現今學者亦多認為奧村政信是「浮繪」的創始者。

## 生平
奧村政信的習畫歷程不明，但其畫風受到同期菱川師宣及鳥居清信（鳥居清信）的影響。奧村政信的作品畫法多元，留有墨摺繪、丹繪、紅繪、漆繪、紅摺繪作品；內容亦相當廣泛，橫跨役者繪、美人繪、浮繪與柱繪等，在市場導向的浮世繪畫壇活躍多年。多個號的組合使用是奧村政信署名的特色。
奧村政信在日本橋通塩町（今日本橋馬喰町）經營自己的地本問屋（地本問屋）「奧村屋（鶴壽堂）」，自享保中期，更享有「浮世繪一流版元」的稱譽。奧村政信後將此問屋傳承奧村源六（奥村源六）經營，經營至天明時期左右。奧村屋的商標是赤瓢簞。

## 奧村政信與浮繪
奧村政信率先將西洋透視法應用於浮世繪作品中，創立「浮繪」，是初期浮繪的代表畫家。奧村政信有可能從蘇州版畫習得西洋透視法，直接證據是其〈唐人館之圖〉與蘇州版畫〈蓮池亭遊戲圖〉構圖多有雷同之處。奧村政信浮繪也影響了後世浮繪，例如其〈芝居狂言舞台顏見世大浮繪〉影響歌川豐春（歌川豊春）〈浮繪芝居小屋之圖〉與鳥橋齋榮里（鳥橋斎栄里）〈浮繪江戶堺町芝居之圖〉。

### 浮繪作品
- 〈見兩國橋夕涼〉
- 〈芝居狂言浮繪根元〉
- 〈芝居狂言舞台顏見世大浮繪〉
- 〈新吉原大門口仲之町〉
- 〈浮繪三夕三服對〉
- 〈駿河町越後屋吳服店大浮繪〉